# Zaho de Sagazan
Ne doit pas être confondu avec Zaho.
Pour les articles homonymes, voir Sagazan.
Zaho de Sagazan (nom de convenance de Zaho Le Moniès de Sagazan), née le 28 décembre 1999 à Saint-Nazaire est une auteure-compositrice-interprète et musicienne française.
En mars 2023, elle publie son premier album, La Symphonie des éclairs, qui lui vaut une soudaine et retentissante notoriété.
En février 2024, nommée dans cinq catégories de la 39e cérémonie des Victoires de la musique, elle en remporte quatre, notamment le prix de la chanson originale et le prix de l'album de l’année. Le 14 février 2025, elle remporte la Victoire de l'artiste féminine à la 40e cérémonie des Victoires de la musique.

## Biographie

### Jeunesse et formation
Zaho Mélusine Le Moniès de Sagazan naît à Saint-Nazaire dans une famille d'origine gasconne alliée à une famille bretonne, la famille Le Moniès de Sagazan, une famille subsistante d'ancienne bourgeoisie française,,.
Son père est le peintre, plasticien et performeur Olivier de Sagazan et sa mère, Gaëlle Le Rouge de Rusunan, institutrice en zone d'éducation prioritaire (ZEP) jusqu'en 2010,.
Zaho de Sagazan a une sœur fausse jumelle, et trois sœurs aînées, dont la chorégraphe Leïla Ka,,.
Pendant son enfance à Saint-Nazaire, Zaho de Sagazan pratique la danse, et ce jusqu'à sept heures par semaine. Zaho de Sagazan est scolarisée au lycée Aristide-Briand à Saint-Nazaire où elle obtient un baccalauréat en section scientifique. Elle va ensuite à Nantes pour étudier la gestion des entreprises et des administrations, travaille un an comme auxiliaire de vie dans un Ehpad, avant de se lancer dans la chanson.
Zaho de Sagazan est la cousine de la metteuse en scène Lorraine de Sagazanet de la styliste Laure de Sagazan.
Zaho de Sagazan est la sœur de la chorégraphe Leïla Ka, l’une des figures montantes de la scène contemporaine française. Les deux sœurs collaborent régulièrement, notamment pour les chorégraphies des performances scéniques de Zaho de Sagazan, comme lors de l’ouverture du Festival de Cannes 2024.

### Carrière musicale
Zaho de Sagazan commence à diffuser des vidéos d'elle sur Instagram à partir de 2015, beaucoup de reprises et quelques compositions originales. En 2016, pour sa toute première scène, elle interprète La Bonne Étoile de -M- au théâtre Simone Veil de Saint-Nazaire lors du concert salade des « Irréductibles » du lycée Aristide-Briand, auquel elle participera jusqu'en 2019.
À partir de 2021, elle participe à de nombreux festivals, le Printemps de Bourges, les Nuits de Fourvière, les Francofolies de La Rochelle, le VIP et les Escales de Saint-Nazaire, Rock en Seine, Les Rockomotives de Vendôme… En septembre 2021, elle est sur la scène des Vendanges musicales à Charnay dans le Mâconnais. La même année, elle joue avec Mansfield.TYA au Trianon, et fait la première partie d'Hervé à l'Olympia. C'est au cours de cette période que la chanson Suffisamment se fait remarquer. En résidence aux Trans Musicales de Rennes en 2022, l'autrice-compositrice-pianiste et interprète se produit sur la scène de l'Aire libre durant les cinq soirs du festival. Quelques singles suivent, dont la couverture médiatique lui apportent une premiere notoriété,, et attire l'attention de Virgin Records,.

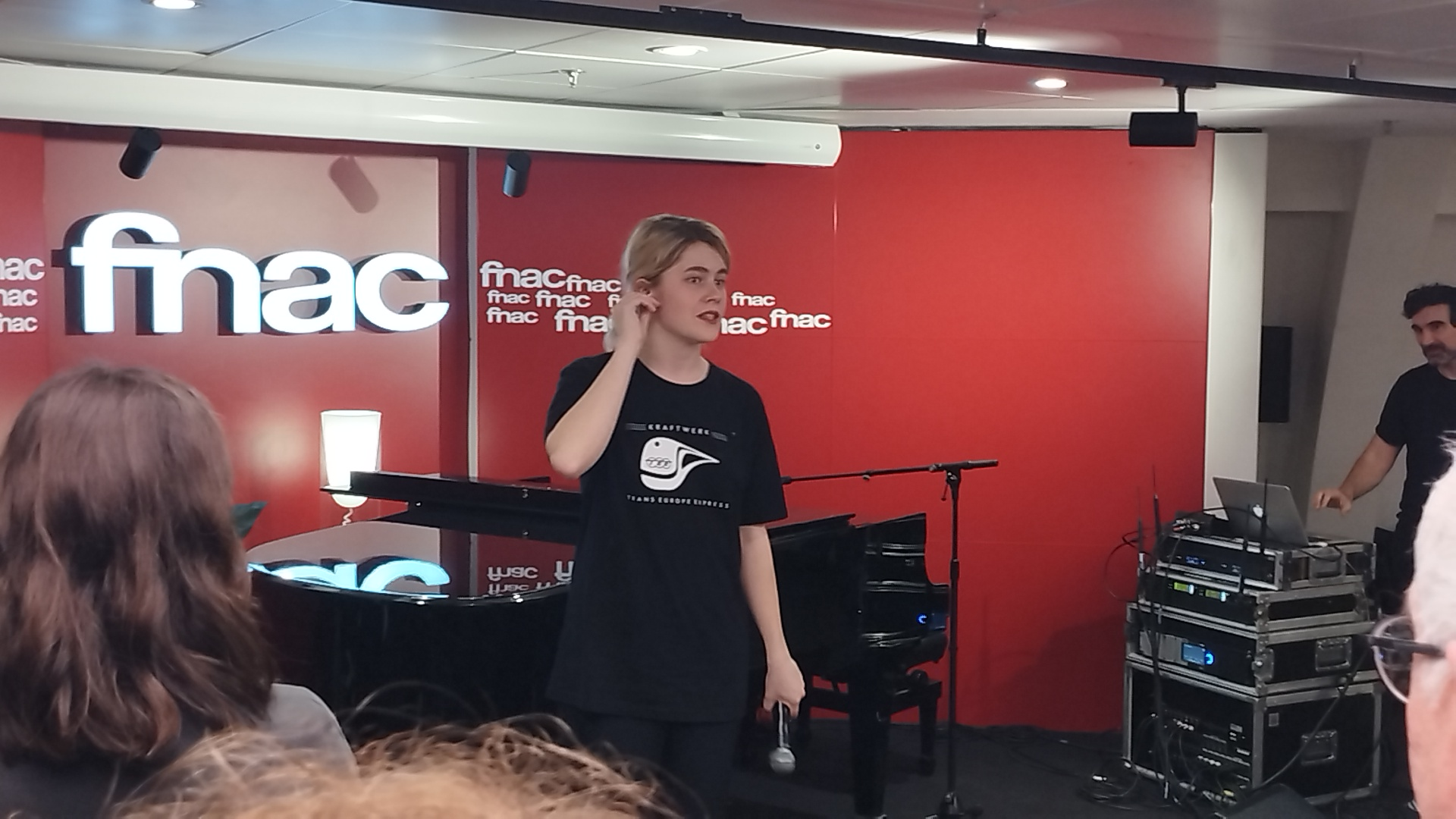
Zaho de Sagazan en showcase à la Fnac des Ternes (Paris), le lendemain de sa nomination aux Victoires de la musique, le 10 février 2024.

Le 31 mars 2023, Zaho de Sagazan sort son premier album, La Symphonie des éclairs, via son label Disparate, distribué par Virgin Records et fait à cette occasion la couverture du magazine culturel Télérama. En quelques mois, elle passe de quasi inconnue à nouvel espoir de la chanson française,,,. L'album est certifié disque d'or le 25 décembre 2023 après avoir atteint le seuil de 50 000 exemplaires vendus, puis disque de platine le 1er avril 2024 après plus de 100 000 exemplaires vendus[réf. souhaitée]. Le 2 mai 2024, son single, La Symphonie des éclairs, est à son tour certifié platine, avec plus de 30 millions de flux.
En janvier 2024, elle est nommée aux Music Moves Europe Talent Awardset remporte les deux prix les plus prestigieux : le Grand Prix et le Prix du public. Le 9 février 2024, forte de cinq nominations à la 39e cérémonie des Victoires de la musique, elle remporte quatre Victoires : celles de la chanson originale avec La Symphonie des éclairs, de l'album, révélation scène et révélation féminine.
Le 13 mars 2024, elle donne un concert devant 7 000 personnes au Zénith, avec la chanteuse Solann en première partie. Le 14 mai 2024, elle livre une prestation remarquée en ouverture du Festival de Cannes en reprenant la chanson Modern Love de David Bowie en hommage à la présidente du jury Greta Gerwig,,,.
Le 11 août 2024, avec le chœur de l'académie Haendel-Hendrix, elle ouvre le programme artistique de la cérémonie de clôture des Jeux olympiques d'été en interprétant au jardin des Tuileries Sous le ciel de Paris,, chanson d’Hubert Giraud et Jean Dréjac popularisée par Édith Piaf.
Le 25 octobre 2024, son album La Symphonie des éclairs (Le dernier des voyages) sort. Cette version augmentée du précédent comporte vingt et un titres, dont les sept derniers supplémentaires inédits, parmi lesquels Old Friend, chanson bilingue où elle chante en français avec la participation en anglais de son ami Tom Odell.

### Engagements et polémique

#### Engagement au sujet de laguerre à Gaza
Le 1er juillet 2024, elle participe à un concert caritatif à La Cigale, à Paris, en faveur de l'aide humanitaire à Gaza,.  
Le 26 juillet 2025, elle interpelle Emmanuel Macron, via une lettre publiée sur son compte Instagram, dans laquelle elle demande au président français de ne pas utiliser « les mots des artistes », s’il n’agit pas « pour les vies qu’ils défendent ». En particulier, elle lui rappelle qu'il a « utilisé plusieurs fois » son morceau La Symphonie des éclairs dans ses « communications » et lui demande « des actes forts et immédiats » dans le cadre du massacre en cours à Gaza,. Le président de la République lui répond en commentaire de sa publication, invoquant l'action supposée du gouvernement depuis le premier jour et assurant l'artiste d'avoir entendu ses paroles qui « le touchent » et « l'obligent ».  

#### Polémique autour des médias contrôlés par Vincent Bolloré
Le 2 juillet 2024, elle critique avec virulence sur les réseaux sociaux l'animateur Cyril Hanouna et dénonce « une diabolisation de la gauche et une dédiabolisation de l’extrême droite par des médias depuis des semaines absolument immondes ». En parallèle, elle déclare soutenir le Nouveau Front populaire et s'opposer au Rassemblement national. Elle participe, le 3 juillet, au meeting-concert organisé sur la place de la République à Paris en réaction aux résultats du premier tour des élections législatives où le Rassemblement national est arrivé en tête. Elle y interprète son titre Tristesse, dont elle modifie les paroles pour s'en prendre directement au parti. 
À la suite des déclarations de la chanteuse sur les réseaux sociaux concernant Cyril Hanouna, Europe 1, Europe 2 et RFM, stations de radio appartenant au groupe Bolloré, décident de déprogrammer ses titres,.
À la suite de cette déprogrammation, près de six cents artistes interpellent Vincent Bolloré dans une lettre ouverte. Les chaînes mises en cause contestent cette présentation des faits, évoquant « une nouvelle orientation d’identité musicale, privilégiant une programmation plus rythmée, festive et joyeuse » et la « fin de carrière » de la chanson La Symphonie des éclairs.

### Vie privée
Si elle consacre justement des chansons à l'amour et au couple, parmi lesquelles Mon inconnu évoque une relation fictive, Zaho de Sagazan déclare à vingt-trois ans avoir connu l'importance de l'amitié mais non de l'amour romantique. Elle déclare qu'elle serait cependant ravie de rencontrer une fille ou un garçon. Elle s'identifie comme une artiste queer et dit n'avoir jamais vécu cela comme quelque chose de dramatique. 

## Image publique

### Style musical et influences

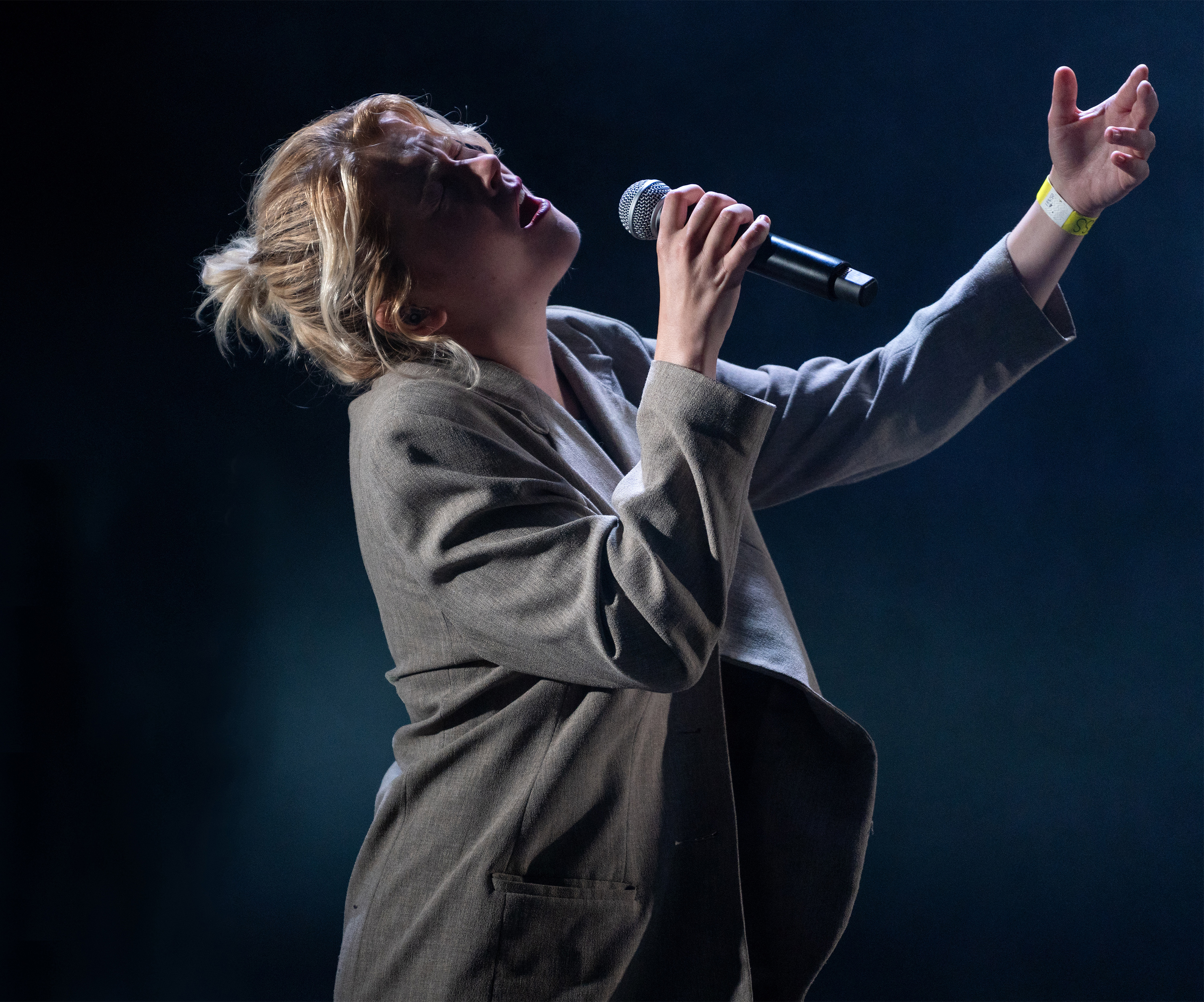
Zaho de Sagazan sur scène en 2023.

L'artiste se dit passionnée de musique électronique des années 1980, du krautrock à la darksynth, tout en étant nourrie de chansons françaises, notamment de Jacques Brel et Barbara,. Elle cite également son ami Tom Odell comme étant l'une de ses influences principales. Lors de la dernière soirée des Francofolies de La Rochelle de 2024, pendant son concert, Jean-Michel Jarre invite Zaho de Sagazan sur scène pour interpréter avec lui Les Mots bleus, une chanson composée pour Christophe dont il est l’auteur.

### Hypersensibilité
Zaho de Sagazan se dit hypersensible, un sujet qu'elle évoque dans les chansons La Symphonie des éclairs et Tristesse. Lors de la 39e cérémonie des Victoires de la musique, alors qu'elle remporte le prix de la meilleure chanson originale, elle déclare à ce sujet : « Un jour, j'ai découvert la musique, et je me suis rendu compte qu'en pleurant sur mon piano, ça me faisait un bien fou, que ça ne faisait de mal à personne et surtout ça donnait de jolies chansons. Je me suis rendu compte que ce que je pensais être mon plus grand défaut dans la vie était finalement ma plus grande qualité [...] Être sensible, c'est être vivant, et nous ne sommes jamais trop vivants. ».

## Discographie

### Singles
- 2022 :
  - La déraison
  - Suffisamment
  - Les dormantes
- 2023 :
  - Tristesse
  - La Symphonie des éclairs
  - Dis-moi que tu m’aimes
- 2024 :
  - Aspiration
  - Modern Love (reprise de David Bowie)
  - Ô travers
  - Old Friend (featuring Tom Odell)

## Distinctions

### Décoration
- Chevalière de l'ordre des Arts et des Lettres (2024)[61].
- Médaille de la ville de Saint Nazaire (2025)[62].

### Récompenses
- 2022 : prix Chorus du département des Hauts-de-Seine[63].
- 2023 : prix Joséphine[64].
- 2023 : prix Francis-Lemarque de la révélation (Sacem)[65].
- 2024 : prix de la « meilleure artiste émergente européenne de l’année 2023 » et prix du public lors des Music Moves Europe Talent Awards[27] du festival Eurosonic de Groninguen.
- Victoires de la musique 2024 : chanson originale, album, révélation scène et révélation féminine
- Victoires de la musique 2025 : artiste féminine
- 2025 : Grand prix franco-allemand des médias du Prix Franco-Allemand du Journalisme[66]